# 멘키브
멘키브는 페르세우스자리에 있는 항성이다. 멘키브는 아랍어로 (플레이아데스의) '어깨'라는 뜻이다. 바이어 명명법에 따르면 페르세우스자리 크시(ξ Per)로 표기한다.
멘키브의 겉보기 밝기는 4.04이며 분광형은 O7.5 III로 청색 거성에 해당된다. 지구로부터 약 1600광년 떨어져 있다.
멀리 떨어져 있기 때문에 그리 밝지 않은 평범한 별처럼 보이지만, 실제로 크시는 가시광선 영역에서만 태양보다 13,500배나 더 많은 에너지를 발산하며, 전 파장을 고려하면 무려 33만 배의 에너지를 뿜는다. 크시의 질량은 태양의 40배로 표면 온도는 37,000 켈빈에 이른다. 이는 맨눈으로 보이는 별들 중 표면 온도가 뜨거운 별들의 상위권에 들어가는 수준이다. 만약 멘키브 주변을 도는 행성에 지구와 비슷한 환경이 조성되려면 그 행성은 태양과 명왕성이 떨어져 있는 거리의 약 15배 정도(약 585 천문단위) 멘키브와 떨어져 있어야 할 것이다.